# Коньовка
Коньо́вка (рос. Конёвка) — присілок у складі Ачитського міського округу Свердловської області.
Населення — 102 особи (2010, 129 у 2002).
Національний склад станом на 2002 рік: росіяни — 98 %.